# 어린 의뢰인
《어린 의뢰인》(영어: My First Client)은 2019년에 개봉한 대한민국의 영화이다. 2013년 8월에 발생한 칠곡 계모 아동학대 사망 사건을 바탕으로 만들었다.

## 등장인물
- 이동휘 : 윤정엽 역
- 유선 : 강지숙 역
- 최명빈 : 김다빈 역
- 이주원 : 김민준 역
- 고수희 : 윤미애 역
- 서정연 : 문정 역
- 원현준 : 종남 역
- 이나라 : 소정 역
- 정준원 : 건우 역
- 이현균 : 병주 역
- 이지훈 : 현석 역
- 이로운 : 장호 역
- 이봄 : 담임 역
- 정희태 : 동철 역
- 김시영 : 검사 역
- 변주현 : 반장 역
- 백승철 : 국선 변호사 역
- 허승 : 이웃집 남자 역
- 배진아 : 이웃집 여자 역
- 조셉 : 옆집 남자 역
- 양희원 : 준호 역 역
- 이황의 : 면접관 역
- 한갑수 : 의사 역
- 한동희 : 후배 검사 역
- 서병철 : 매립지 인부 역
- 도건후 : 면접인 1 역
- 오정우 : 면접인 2 역
- 정민석 : 면접인 3 역
- 김시윤 : 면접인 4 역
- 나주호 : 우체부 역
- 김주황 : 지구대장 역
- 이준형 : 이 순경 역
- 정지웅 : YTN 앵커 1 역
- 안귀령 : YTN 앵커 2 역
- 신미림 : YTN 기상 캐스터 역
- 장정연 : 서기 1 역
- 전은미 : 서기 2 역
- 임용순 : 경비원 역
- 구순모 : 김 기자 역
- 박준희 : 장호의 친구 1 역
- 이주열 : 장호의 친구 2 역
- 김나경 : 공인중개사 역
- 옥주리 : 순애 역
- 하윤서 : 마트 옷가게 직원 1 역
- 고유림:  마트 옷가게 직원 2 역
- 신아정 : 마트 옷가게 직원 3 역
- 김지영 : 마트 모 역
- 윤성욱 : 순경 1 역
- 길상우 : 순경 2 역
- 오효진 : 순경 3 역
- 도한나 : 순경 4 역
- 권방현 : 장호 모 역
- 민정기 : 부검의 역
- 이동영 : 형사 1 역
- 오준호 : 형사 2 역
- 김종선 : 동물원 직원 역
- 조은혁 : 인형뽑기 아이 역
- 전정일 : 보조판시 1
- 남종수 : 편의점 주인 역
- 유이 : 다빈친구 1 역
- 박지서 : 다빈친구 2 역
- 장한나 : 다빈친구 3 역
- 최민정 : 다빈친구 4 역
- 부진설 : 아동복지관 직원 1  역
- 김가은 : 아동복지관 직원 2 역
- 김호정 : 아동복지관 직원 3 역
- 한희정 : 아동복지관 직원 4 역
- 민효경 : 아동복지관 직원 5 역
- 고경희 : 아동복지관 직원 6 역
- 이미영 : 아동복지관 직원 7 역
- 정시후 : 아동복지관 직원 8 역
- 한대훈 : 교도관 1 역
- 제승현 : 교도관 2 역
- 이헌주 : 법정 경위 1 역
- 김보경 : 법정 경위 2 역
- 정규연 : 법정 경위 3 역
- 백우재 : 어린 윤정엽 역
- 백연재 : 어린 윤미애 역
- 신혜정 : 미애 & 정엽 모 역
- 차준희 : 어린 김다빈 역
- 한예성 : 어린 김민준 역
- 주소망 : 다빈 & 민준 모 역
- 정선희 : 옆테이블 모 역
- 김태윤 : 옆 테이블 아이 1 역
- 전하늘 : 옆 테이블 아이 2 역
- 신영주 : 마트 옷가게 직원 4 역
- 강지현 : 마트 옷가게 직원 5 역
- 이동욱 : 문정 사무실 직원 1 역
- 박미리 : 문정 사무실 직원 2 역
- 장규성 : 수용이형 (목소리) 역
- 손광익 : 슈퍼 앞 주민 역
- 김보연 : 판사 역 (특별출연)
- 조덕현 : 경재 역 (특별출연)

## 같이 보기
- 2019년 대한민국의 영화 목록
- 굿바이 마마 (2013년작 일본 영화)